# Вишнево
Вишнево е село в Южна България. То се намира в община Баните, област Смолян.

## География
Село Вишнево се намира в планински район. Разположено в Южния Централен регион.